# Jörg Schmidt (labdarúgó)
Jörg Schmidt (1970. december 20. –) egykori német labdarúgó.

## Pályafutása

### Klubcsapatokban
1988 és 2000 között német csapatokban játszott (pl.: FC Hansa Rostock, SG Dynamo Dresden, Chemnitzer FC). A 2000–2001-es szezonban a magyar első osztályú Debreceni VSC együttesében szerepelt, amellyel megnyerte a magyar kupát. 2001 és 2003 között a FSV Zwickauhoz igazolt, majd 2003–2004-ben a VfB Fortuna Chemnitznél fejezte be a labdarúgó-pályafutását.

## Sikerei, díjai
- Magyar labdarúgókupa: 2001